# Фридрих Магнус V фон Золмс-Вилденфелс
Фридрих Магнус V фон Золмс-Вилденфелс (на немски: Friedrich Magnus V Graf zu Solms-Wildenfels; * 1 ноември 1886, Вилденфелс; † 6 септември 1945, Гросшвайдниц, Саксония) е граф на Золмс-Вилденфелс в Саксония. Той е офицер и политик, народен представител в парламента на Кралство Саксония.

## Биография
Той е единствен син на граф Фридрих Магнус IV фон Золмс-Вилденфелс (1847 – 1910) и съпругата му графиня Жаклина Кристина Анна Аделайда фон Бентинк (1855 – 1933).
След смъртта на баща му през 1910 г. Фридрих Магнус V става управляващ граф на господството Вилденфелс. Като такъв той е член на саксонските съсловия. През 1940 г. е затворен от националсоциалистите и умира след пет години в психиатричната болница в Грос-Швайдниц на 58 години на 6 септември 1945 г.

## Фамилия
Фридрих Магнус V фон Золмс-Вилденфелс се жени на 4 януари 1925 г. във Вилденфелс за Мария Антоанета фон Шварцбург (* 7 февруари 1898, Гросхартау; † 4 ноември 1984, дворец Блументал, Клинген), дъщеря на принц Зицо фон Шварцбург (1860 – 1926) и принцеса Александра фон Анхалт (1868 – 1958). Те имат пет деца:

- Анна Александра Ирена София (* 1 януари 1926, Вилденфелс)
- Фридрих Магнус VI фон Золмс-Вилденфелс (* 18 януари 1927, Вилденфелс), женен три пъти, има двама сина
- Юта Мария (* 12 февруари 1928, Вилденфелс), омъжена на 20 декември 1957 г. в Бейрут за Салим Фарид Саад (1922 – 2000)
- Албрехт Зицо (* 28 май 1929, Вилденфелс; † 8 февруари 2010, Висбаден), женен
- Кристин (* 27 май 1938, Вилденфелс), омъжена на 3 април 1971 г. за Др. Дитрих Грос (* 1923)